# Royal Rumble (2018)
Royal Rumble (2018) a fost cea de-a treizecișiuna ediție a pay-per-view-ului anual Royal Rumble organizat de WWE. Evenimentul s-a desfășurat pe data de 28 ianuarie 2018 în arena Wells Fargo Center din Philadelphia, Pennsylvania.
Melodia originală a evenimentului a fost "King Is Born", interpretată de Aloe Blacc.

## Rezultate
| No.                                                 | Rezultate                                                                                          | Stipulație                                                             | Timp    |
| --------------------------------------------------- | -------------------------------------------------------------------------------------------------- | ---------------------------------------------------------------------- | ------- |
| 1                                                   | Kalisto, Gran Metalik, și Lince Dorado i-au învins pe TJP, Gentleman Jack Gallagher, și Drew Gulak | Six-man tag team match                                                 | 13:20   |
| 2                                                   | The Revival (Dash Wilder și Scott Dawson) i-au învins pe Luke Gallows și Karl Anderson             | Meci pe echipe                                                         | 9:10    |
| 3                                                   | Bobby Roode (c) l-a învins pe Mojo Rawley                                                          | Meci simplu pentru WWE United States Championship                      | 7:45    |
| 4                                                   | AJ Styles (c) i-a învins pe Kevin Owens și Sami Zayn                                               | Meci handicap 2 contra 1 pentru WWE Championship                       | 15:55   |
| 5                                                   | The Usos (Jey și Jimmy Uso) (c) i-au învins pe Chad Gable și Shelton Benjamin                      | Meci 2-out-of-3-falls match pentru WWE SmackDown Tag Team Championship | 13:55   |
| 6                                                   | Shinsuke Nakamura a câștigat eliminându-l pe Roman Reigns                                          | 2018 - Meci Royal Rumble                                               | 1:05:27 |
| 7                                                   | Cesaro și Sheamus i-au învins pe Seth Rollins și Jason Jordan (c)                                  | Meci pe echipe pentru WWE Raw Tag Team Championship                    | 12:49   |
| 8                                                   | Brock Lesnar (c) (însoțit de Paul Heyman) i-a învins pe Braun Strowman și Kane                     | Meci Triple threat match pentru WWE Universal Championship             | 10:55   |
| 9                                                   | Asuka a câștigat eliminând-o pe Nikki Bella                                                        | 2018 - Meci Royal Rumble Feminin                                       | 58:57   |
| (c) – înseamnă campionii care-și pun titlul în meci | |                                                                        |         |

## Royal Rumble: intrări în meci și eliminări
| Nr. | Concurent            | Brand       | Ordinea eliminări | Eliminat prin               | Timp  | Eliminări |
| --- | -------------------- | ----------- | ----------------- | --------------------------- | ----- | --------- |
| 1   | Rusev                | SmackDown   | 12                | Bray Wyatt & Matt Hardy     | 30:27 | 0         |
| 2   | Finn Bálor           | Raw         | 27                | John Cena                   | 57:30 | 4         |
| 3   | Rhyno                | Raw         | 1                 | Baron Corbin                | 02:12 | 0         |
| 4   | Baron Corbin         | SmackDown   | 2                 | Finn Bálor                  | 00:54 | 1         |
| 5   | Heath Slater         | Raw         | 4                 | Bray Wyatt                  | 00:34 | 1         |
| 6   | Elias                | Raw         | 15                | John Cena                   | 24:57 | 0         |
| 7   | Andrade "Cien" Almas | NXT         | 18                | Randy Orton                 | 28:20 | 1         |
| 8   | Bray Wyatt           | Raw         | 13                | Matt Hardy                  | 20:00 | 2         |
| 9   | Big E                | SmackDown   | 8                 | Jinder Mahal                | 13:30 | 0         |
| 10  | Sami Zayn*           | SmackDown   | 5                 | Shinsuke Nakamura           | 06:45 | 0         |
| 11  | Sheamus              | Raw         | 3                 | Heath Slater                | 00:01 | 0         |
| 12  | Xavier Woods         | SmackDown   | 7                 | Jinder Mahal                | 08:14 | 0         |
| 13  | Apollo Crews         | Raw         | 6                 | Cesaro                      | 05:07 | 0         |
| 14  | Shinsuke Nakamura    | SmackDown   | —                 | Câștigător                  | 44:25 | 3         |
| 15  | Cesaro               | Raw         | 9                 | Seth Rollins                | 04:59 | 1         |
| 16  | Kofi Kingston        | SmackDown   | 11                | Andrade "Cien" Almas        | 05:24 | 1         |
| 17  | Jinder Mahal         | SmackDown   | 10                | Kofi Kingston               | 03:32 | 2         |
| 18  | Seth Rollins         | Raw         | 22                | Roman Reigns                | 25:15 | 2         |
| 19  | Matt Hardy           | Raw         | 14                | Bray Wyatt                  | 01:02 | 2         |
| 20  | John Cena            | Agent liber | 28                | Shinsuke Nakamura           | 28:33 | 3         |
| 21  | The Hurricane        | Agent liber | 16                | John Cena                   | 00:24 | 0         |
| 22  | Aiden English        | SmackDown   | 17                | Finn Bálor                  | 02:05 | 0         |
| 23  | Adam Cole            | NXT         | 19                | Rey Mysterio                | 06:34 | 0         |
| 24  | Randy Orton          | SmackDown   | 25                | Roman Reigns                | 13:34 | 1         |
| 25  | Titus O'Neil         | Raw         | 20                | Roman Reigns                | 05:53 | 0         |
| 26  | The Miz              | Raw         | 21                | Roman Reigns & Seth Rollins | 05:02 | 0         |
| 27  | Rey Mysterio         | Agent liber | 26                | Finn Bálor                  | 09:24 | 1         |
| 28  | Roman Reigns         | Raw         | 29                | Shinsuke Nakamura           | 21:28 | 4         |
| 29  | Goldust              | Raw         | 23                | Dolph Ziggler               | 02:22 | 0         |
| 30  | Dolph Ziggler        | SmackDown   | 24                | Finn Bálor                  | 01:35 | 1         |